# Mount Calm (Teksas)
Mount Calm je grad u američkoj saveznoj državi Teksas. Prema popisu stanovništva iz 2010. u njemu je živjelo 320 stanovnika.